# Liochthonius approximatus
Liochthonius approximatus är en kvalsterart som först beskrevs av Arthur P. Jacot 1939.  Liochthonius approximatus ingår i släktet Liochthonius och familjen Brachychthoniidae. Inga underarter finns listade i Catalogue of Life.